# Pakaur

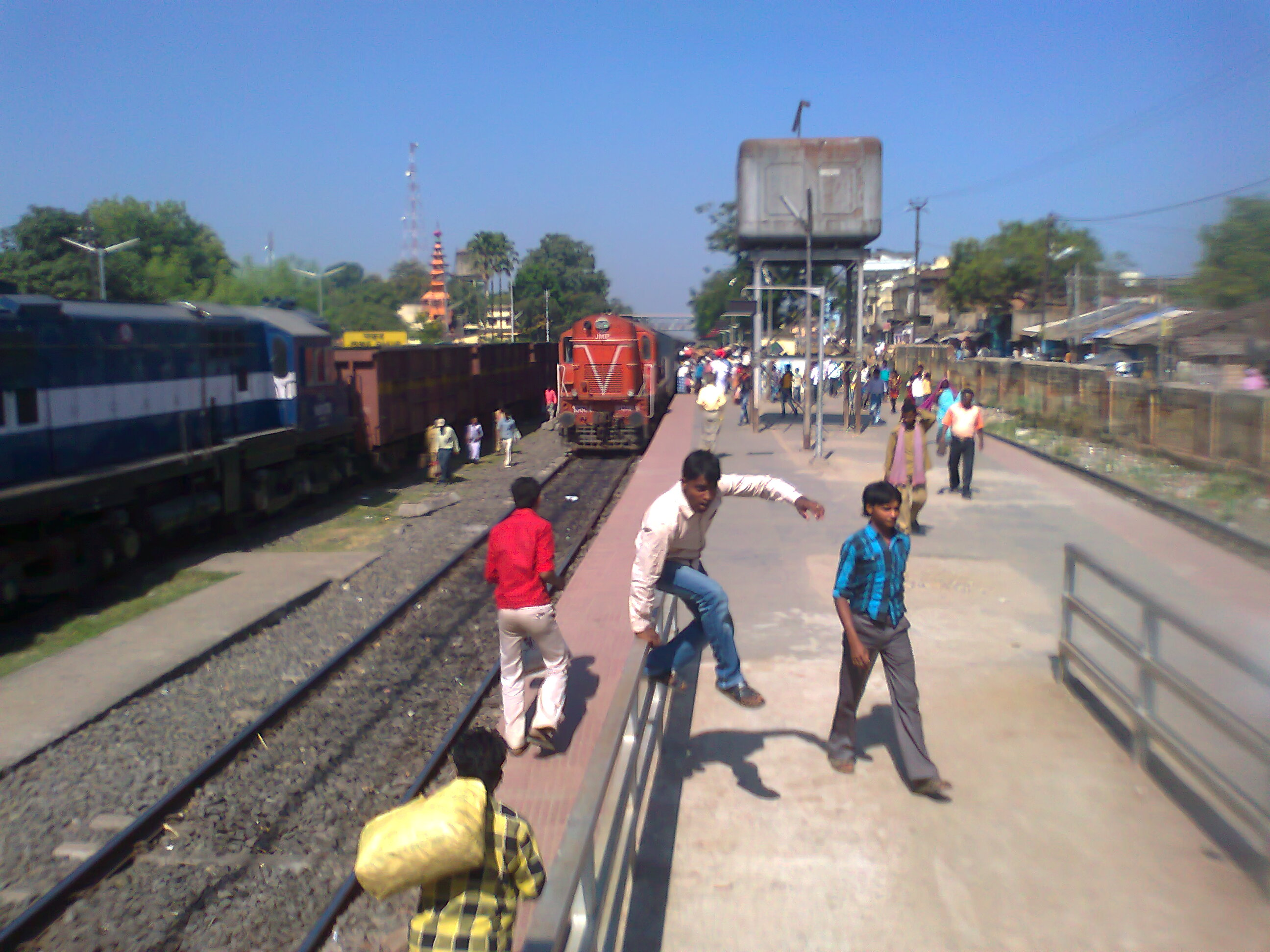
Järnvägsstationen i Pakaur.

Pakaur (alternativt Pakur) är en stad i den indiska delstaten Jharkhand, och är huvudort för ett distrikt med samma namn. Folkmängden uppgick till 45 840 invånare vid folkräkningen 2011.